# Margret Hofheinz-Döring
Margret Hofheinz-Döring (født 20. maj 1910 i Mainz, Rheinland-Pfalz; død 18. juni 1994 i Bad Boll i Landkreis Göppingen, Baden-Württemberg) var en meget produktiv tysk maler og grafiker. I sit eksperimentelle "strukturmaleri" overmalede hun stofcollager og billedrammen. Til Goethes Faust lavede hun billedcyklusser med flere teknikker.
| - Værker af Margret Hofheinz-Döring - Herta, 1936 - Sommernachtstraum, 1967 (Skærsommernatsdrøm) (kat) - Faust spricht mit dem Erdgeist, 1969 (Faust taler med jordånden) - Endlose Straße, "strukturmaleri", 1971 (Endeløs vej) - Maske, 1974 - Gänseliesel, 1978 (Gåsepigen, Gåselise(en)) - Spiel am Morgen, 1987 (Morgenleg) |